# 長井真琴
長井真琴（日语：／ Nagai Makoto，1881年7月28日—1970年8月8日），生於日本福井縣丹生郡殿下村（今福井市），日本佛教學者，專長於巴利文佛典。

## 生平
其父長井真應，為勝鬘寺住持，屬淨土真宗高田派。長井真琴為家中長子，其弟長井津、長井滿。
長井真琴畢業於東京帝國大學（今東京大學），為高楠順次郎門下弟子，是日本最早投入巴利文佛典研究的學者之一。1924年，加入高楠順次郎發起的巴利文佛典註釋書翻譯工作，在這個領域持續工作超過30年。1934年成為東京帝國大學教授。